# Adrien Soret
Pour les articles homonymes, voir Soret.
Célestin Adrien Soret, né le 7 juillet 1854 à Ferrières-en-Gâtinais et mort le 22 juin 1931 à Nice, est un professeur et photographe français, pionnier de la radiologie au Havre.

## Biographie
Professeur de physique et d'histoire naturelle au lycée du Havre, photographe amateur, il s'intéresse aux rayons X dès 1896 et devient un pionnier de la radiologie.
Atteint de radiodermite, il devra subir plusieurs amputations.

## Distinctions
- Officier d'académie (1890)
- Officier de l'Instruction publique (1899)[1]
- Chevalier de la Légion d'honneur (11 mars 1924)[2]
- Ordre de la Couronne (Belgique) (1928)

## Publications
- Optique photographique : notions nécessaires aux photographes amateurs, étude de l'objectif, applications, Paris, Gauthier-Villars et fils, 1891, 132 p..
- Cours théorique et pratique de photographie, Paris, Société d’éditions scientifiques, 1894, 278 p..
- Guide pratique du débutant, avec la description sommaire des premiers produits indispensables à l'obtention des épreuves, Le Havre, L. Dombre, 1895, 60 p..
- Guide pratique du débutant ou Comment on fait une bonne photographie, Paris, J. Lamarre.

## Hommages
- La rue du Docteur-Soret au Havre, prend son nom en hommage
- Son nom est gravé sur le Mémorial de radiologie (de), qui commémore les pionniers et martyrs de la radioactivité (physiciens, chimistes, médecins, infirmiers, laborantins, etc.), victimes parmi les premiers utilisateurs des rayons X dans le monde entier. Le mémorial qui comportait à l'origine 159 noms a été érigé dans le jardin de l'ancien hôpital Saint-Georges (de) à Hambourg (Allemagne) et a été inauguré le 4 avril 1936[3].

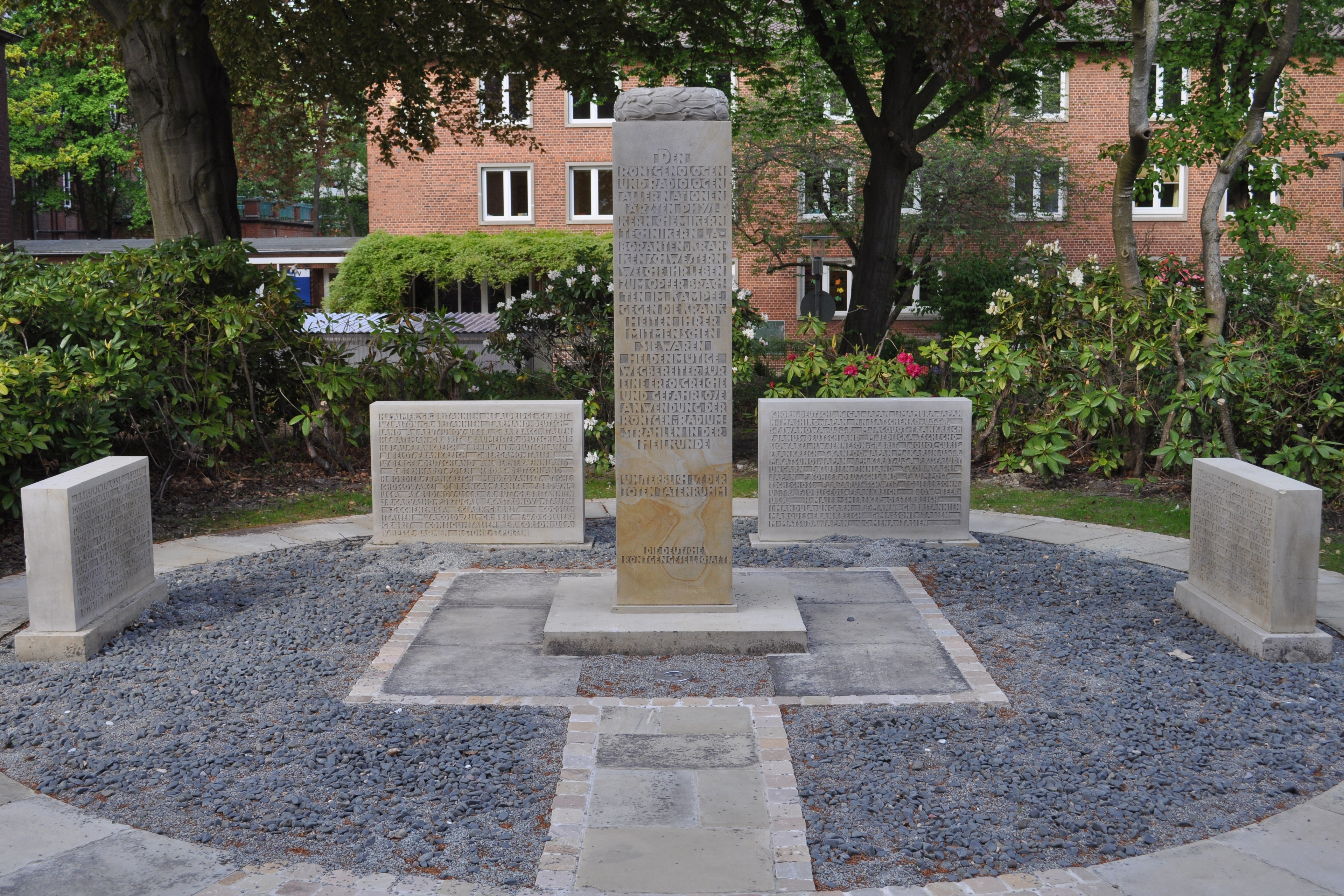
Mémorial de radiologie, Clinique Asklepios Saint-Georges à Hambourg, (Allemagne).